# Olympische Sommerspiele 1988/Kanu – Einer-Kajak 500 m (Männer)
Die Wettkämpfe im Einer-Kajak über 500 Meter bei den Olympischen Sommerspielen 1988 wurden vom 26. bis 30. September auf der Misari Regattastrecke ausgetragen.
Olympiasieger wurde der Ungar Zsolt Gyulay.

## Ergebnisse

### Vorläufe
Die jeweils ersten drei Boote qualifizierten sich direkt für das Halbfinale, die restlichen Boote für die Hoffnungsläufe.

#### Vorlauf 1
| Rang | Athleten       | Nation             | Zeit        |
| ---- | -------------- | ------------------ | ----------- |
| 1    | Zsolt Gyulay   | Ungarn             | 1:41,24 min |
| 2    | Paul MacDonald | Neuseeland         | 1:41,65 min |
| 3    | Wiktor Pussew  | Sowjetunion        | 1:42,30 min |
| 4    | Mike Herbert   | Vereinigte Staaten | 1:43,41 min |
| 5    | Martin Hunter  | Australien         | 1:46,35 min |
| 6    | Renn Crichlow  | Kanada             | 1:47,53 min |
| 7    | Jeremy West    | Großbritannien     | 1:58,29 min |

#### Vorlauf 2
| Rang | Athleten        | Nation           | Zeit        |
| ---- | --------------- | ---------------- | ----------- |
| 1    | Andreas Stähle  | DDR              | 1:44,26 min |
| 2    | Einar Rasmussen | Norwegen         | 1:44,50 min |
| 3    | Attila Szabó    | Tschechoslowakei | 1:45,06 min |
| 4    | Karl Sundqvist  | Schweden         | 1:46,32 min |
| 5    | Chun In-shik    | Südkorea         | 1:49,86 min |
| 6    | José Garcia     | Portugal         | 1:57,83 min |

#### Vorlauf 3
| Rang | Athleten         | Nation         | Zeit        |
| ---- | ---------------- | -------------- | ----------- |
| 1    | Dirk Jöstel      | BR Deutschland | 1:45,64 min |
| 2    | Geert Deldaele   | Belgien        | 1:46,71 min |
| 3    | Francisco Leal   | Spanien        | 1:47,71 min |
| 4    | Luzius Philipp   | Schweiz        | 1:49,08 min |
| 5    | Tang Kwok Cheung | Hongkong       | 2:01,92 min |

### Hoffnungsläufe
Die ersten vier Boote der Hoffnungsläufe erreichten das Halbfinale. Weil im ersten Hoffnungslauf durch die zu geringe Anzahl an Teilnehmern im Vorlauf nur drei Boote teilgenommen hätten, wurde dieser Lauf gestrichen und alle Boote des Laufs erreichten das Halbfinale.

#### Hoffnungslauf 1
| Rang | Athleten       | Nation   | Zeit |
| ---- | -------------- | -------- | ---- |
| —    | Renn Crichlow  | Kanada   |      |
| —    | Chun In-shik   | Südkorea |      |
| —    | Luzius Philipp | Schweiz  |      |

#### Hoffnungslauf 2
| Rang | Athleten         | Nation         | Zeit        |
| ---- | ---------------- | -------------- | ----------- |
| 1    | Martin Hunter    | Australien     | 1:45,10 min |
| 2    | Karl Sundqvist   | Schweden       | 1:46,77 min |
| 3    | Jeremy West      | Großbritannien | 2:01,16 min |
| 4    | Tang Kwok Cheung | Hongkong       | 2:12,91 min |
| —    | José Garcia      | Portugal       | DSQ         |

### Halbfinalläufe
Die ersten drei Boote der Halbfinals erreichten das Finale.

#### Halbfinale 1
| Rang | Athleten       | Nation             | Zeit        |
| ---- | -------------- | ------------------ | ----------- |
| 1    | Zsolt Gyulay   | Ungarn             | 1:41,52 min |
| 2    | Mike Herbert   | Vereinigte Staaten | 1:43,40 min |
| 3    | Attila Szabó   | Tschechoslowakei   | 1:43,89 min |
| 4    | Renn Crichlow  | Kanada             | 1:46,51 min |
| 5    | Jeremy West    | Großbritannien     | 1:46,65 min |
| 6    | Geert Deldaele | Belgien            | 1:47,21 min |

#### Halbfinale 2
| Rang | Athleten         | Nation     | Zeit        |
| ---- | ---------------- | ---------- | ----------- |
| 1    | Paul MacDonald   | Neuseeland | 1:43,33 min |
| 2    | Karl Sundqvist   | Schweden   | 1:44,45 min |
| 3    | Andreas Stähle   | DDR        | 1:45,51 min |
| 4    | Francisco Leal   | Spanien    | 1:46,93 min |
| 5    | Tang Kwok Cheung | Hongkong   | 2:03,22 min |
| —    | José Garcia      | Portugal   | DNS         |

#### Halbfinale 3
| Rang | Athleten        | Nation         | Zeit        |
| ---- | --------------- | -------------- | ----------- |
| 1    | Wiktor Pussew   | Sowjetunion    | 1:42,90 min |
| 2    | Martin Hunter   | Australien     | 1:43,36 min |
| 3    | Dirk Jöstel     | BR Deutschland | 1:43,97 min |
| 4    | Einar Rasmussen | Norwegen       | 1:45,15 min |
| 5    | Chun In-shik    | Südkorea       | 1:51,17 min |

### Finale
| Rang | Athleten       | Nation             | Zeit        |
| ---- | -------------- | ------------------ | ----------- |
| 1    | Zsolt Gyulay   | Ungarn             | 1:44,82 min |
| 2    | Andreas Stähle | DDR                | 1:46,38 min |
| 3    | Paul MacDonald | Neuseeland         | 1:46,46 min |
| 4    | Mike Herbert   | Vereinigte Staaten | 1:46,73 min |
| 5    | Karl Sundqvist | Schweden           | 1:46,76 min |
| 6    | Attila Szabó   | Tschechoslowakei   | 1:47,38 min |
| 7    | Martin Hunter  | Australien         | 1:47,66 min |
| 8    | Dirk Jöstel    | BR Deutschland     | 1:47,91 min |
| 9    | Wiktor Pussew  | Sowjetunion        | 1:48,83 min |